# قانون اسنل

شکست نور در خط فاصل دو محیط با ضریب شکست‌های متفاوت n_{۲}> n_{۱}.
هنگامی‌که سرعت در محیط دوم کمتر است (v_{۲} <v_{۱})، زاویه شکست θ_{۲} کوچکتر از زاویه برخورد θ_{۱} است. به عبارت دیگر شعاع نور در محیط با ضریب شکست بزرگتر به خط عمود نزدیکتر است.

جبهه‌های موج یک منبع نقطه‌ای در قانون اسنل. منطقهٔ زیر خط خاکستری دارای ضریب شکست بیشتری است، و برای همین، سرعت موج در آن کمتر می‌شود.

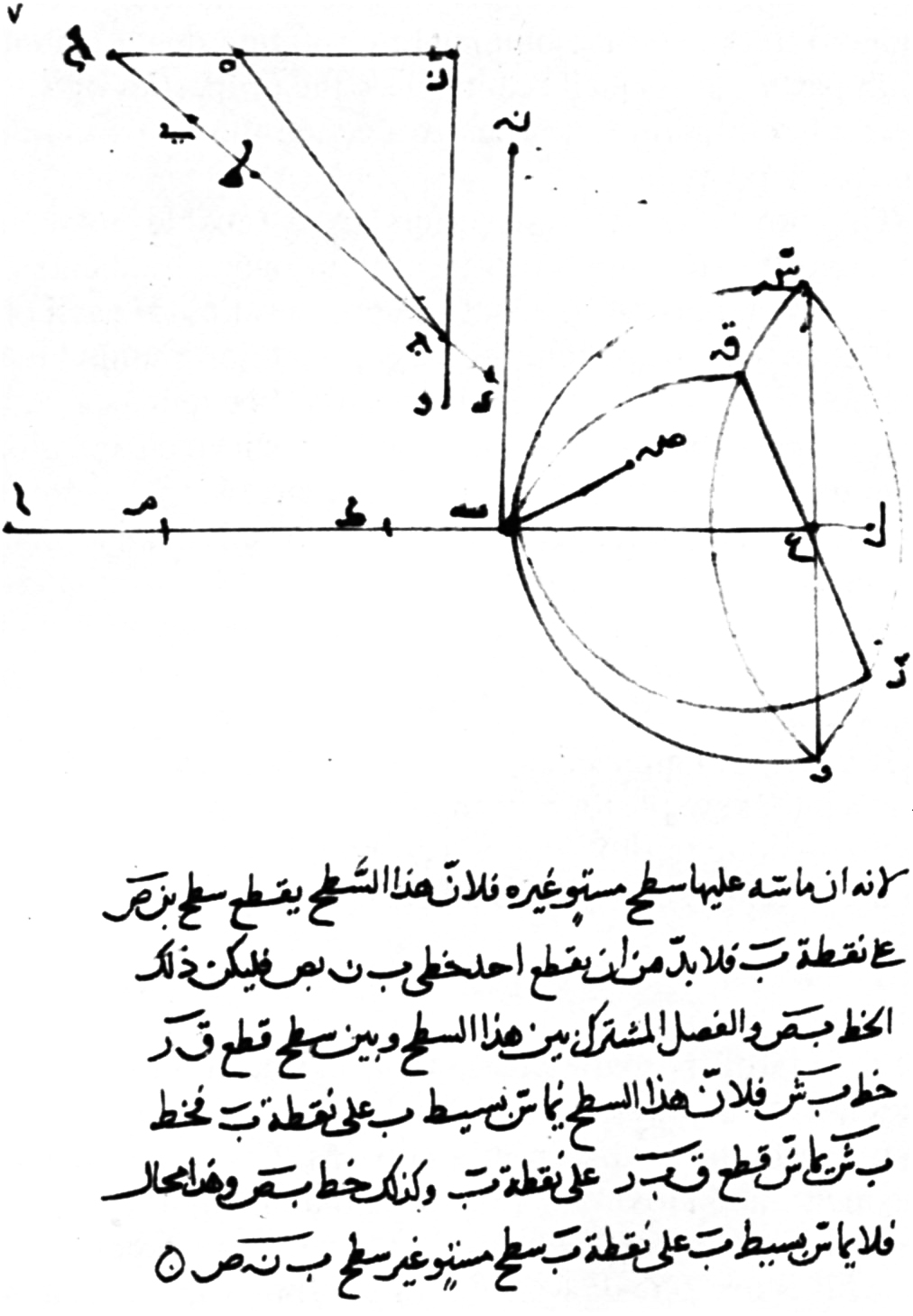
ابن سهل و کشف قانون اسنل

قانون شکست اسنل (قانون شکست ابن سهل) رابطهٔ زاویه نور قبل از برخورد و پس از شکست در سطح واسط دو محیط را نشان می‌دهد.
هنگامی‌که نور از محیطی وارد محیط دیگری شود که در آن دارای سرعت متفاوتی باشد، زاویه شعاع نور در خط فاصل این دو محیط تغییر می‌کند و به اصطلاح، نور می‌شکند.
{\displaystyle {\frac {\sin \theta _{1}}{\sin \theta _{2}}}={\frac {v_{1}}{v_{2}}}={\frac {n_{2}}{n_{1}}}}